# Royalton (Nueva York)
Royalton es un pueblo ubicado en el condado de  Niágara en el estado estadounidense de Nueva York. En el año 2000 tenía una población de 7,710 habitantes y una densidad poblacional de 42 personas por km².

## Geografía
Royalton se encuentra ubicado en las coordenadas 43°10′24″N 78°32′39″O / 43.17333, -78.54417.

## Demografía
Según la Oficina del Censo en 2000 los ingresos medios por hogar en la localidad eran de $43,516, y los ingresos medios por familia eran $48,375. Los hombres tenían unos ingresos medios de $35,217 frente a los $24,293 para las mujeres. La renta per cápita para la localidad era de $18,049. Alrededor del 6.8% de la población estaban por debajo del umbral de pobreza.